# Beobachtungs-Abteilung 9

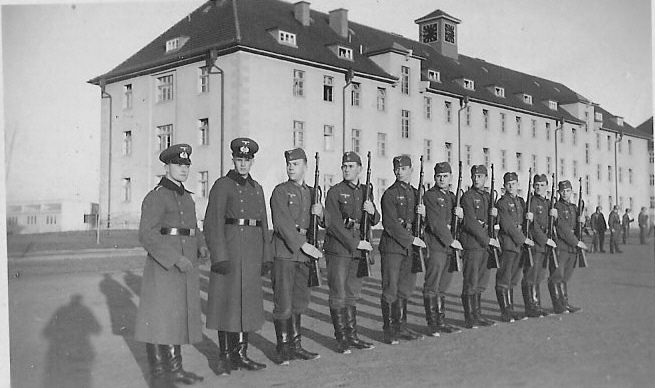
Eine Gruppe der Beobachtungs-Abteilung 9 vor der Kaserne in Mühlhausen

Die Beobachtungs-Abteilung 9 (Beo.Abt.9) war ein Verband der deutschen Wehrmacht, der 1936 in Fulda aufgestellt wurde.

## Geschichte

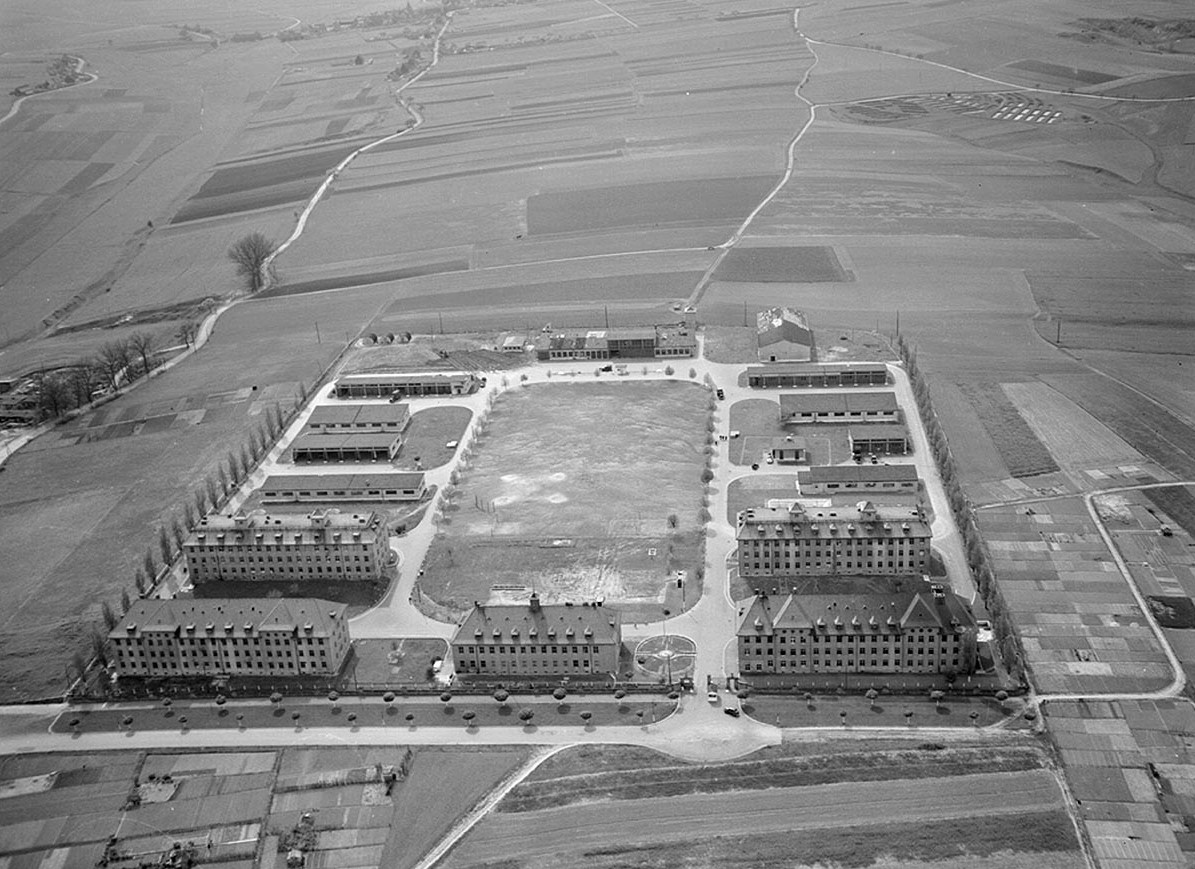
Luftbildaufnahme der Ludendorff-Kaserne in Fulda (1950)

Die Beo.Abt. 9 wurde am 6. Oktober 1936 in Fulda, im Wehrkreis IX (Kassel), aufgestellt. Die Abteilung wurde durch Abgaben der Beobachtungs-Abteilung 5 und der Beobachtungs-Abteilung 19 aufgestellt und der 9. Infanterie-Division unterstellt. Die Abteilung wurde anfangs in der Artillerie-Kaserne untergebracht. Im Oktober 1936 rückten die ersten Rekruten bei der Abteilung ein. Am 1. Mai 1937 bezog die Abteilung die neue Ludendorff-Kaserne auf dem Münsterfeld in Fulda. Im Sommer 1937 hatte die Abteilung zwei kurze Aufenthalte auf dem Truppenübungsplatz Zossen. Die Abteilung wurde am 12. Oktober 1937 in Beobachtungs-Abteilung 15 umbenannt und der 15. Infanterie-Division unterstellt.
Als Ersatz wurde am 12. Oktober 1937 in Mühlhausen, ebenfalls Wehrkreis IX, eine neue Beobachtungs-Abteilung 9 aufgestellt. Die Abteilung wurde durch Teilung der alten Abteilung und Abgaben der Beobachtungs-Lehr-Abteilung, der Beobachtungs-Abteilung 1, der Beobachtungs-Abteilung 4, der Beobachtungs-Abteilung 18 und der Beobachtungs-Abteilung 28 aufgestellt. Auch die neue Abteilung wurde der 9. Infanterie-Division unterstellt. Die Vermessungs-Batterie wurde im Sommer 1938 für Vorbereitungsaufgaben an den Westwall in die Gegend Trier-Prüm abgestellt. Im September 1938 folgte der Rest der Abteilung in denselben Raum, damit Einsatzgrundlagen für den 100 Kilometer breiten Einsatzraum geschaffen werden konnten. Während der Sudetenkrise wurde die Abteilung am 24. September 1938 nach Österreich verlegt. Am 11. Oktober 1938 überschritt die Abteilung die Grenze nach Südböhmen. Bereits am 15. Oktober 1938 traten sie den Rückmarsch aus dem Raum Znaim-Zwettl nach Mühlhausen an. Am 1. November 1938 wurde die Abteilung an ihren endgültigen Standort nach Marburg, ebenfalls Wehrkreis IX, verlegt.

## Einsätze
1939 wurde die Abteilung wieder an den Westwall verlegt. Dort bekam die Abteilung im Sommer 1939 den Mobilmachungsbefehl. Dadurch musste die Abteilung die Hälfte ihrer Personalstärke an die neu aufzustellende Beobachtungs-Abteilung 29 abtreten und wurde dafür durch Reservisten aufgefüllt. Ab dem 26. August 1939 bezog die Abteilung dann Stellungen im Raum Zweibrücken – Pirmasens. Dort wurde die Abteilung im Bereich des Generalkommando der Grenztruppen Saarpfalz bei der 9. Infanterie-Division eingesetzt. Der erste Auftrag für die Abteilung im Krieg, bestand in der Artillerieaufklärung im Raum um Bitsch. Im Dezember 1939 wurde die Abteilung zur Heerestruppe, blieb aber vorerst noch der 9. Infanterie-Division unterstellt.
Im Frühjahr 1940 wurde die Einheit in die Eifel in den Raum zwischen Prüm – Daun verschoben. Die wurde jetzt der 23. Infanterie-Division beim III. Armeekorps unterstellt. Während einer Übung ereilte die Abteilung am 9. Mai 1940 der Marschbefehl in den Bereitstellungsraum nach Neuerburg bei Jucken. Am 10. Mai 1940 überschritt die Abteilung die Grenze nach Luxemburg. Der Marsch hinein nach Belgien und durch die Ardennen ging reibungslos vonstatten. Es gelang sogar, dass Gefechtsstaffeln der Abteilung sich in Panzerverbände einzuschmuggeln konnten, um so schneller vorwärtszukommen. Der erste geplante Aufklärungseinsatz kam nicht mehr zum Tragen, da die Abteilung bereits am 17. Mai 1940 La Grandville passierte. Am 18. Mai 1940 drehte die Abteilung in südliche Richtung nach Rethel an der Aisne ab, von wo sie, westlich der Stadt, ab Anfang Juni 1940 zahlreiche Feindbatterien bis tief ins Hintergelände aufklären und bekämpfen konnte. Mit dem Überschreiten der Aisne am 11. Juni 1940 konnte man die Wirkung der Aufklärung sehen. Zügig ging es in östlicher Richtung weiter, bis am 21. Juni 1940 Dijon erreicht wurde. In Dijon wurden alle Fahrzeuge der Abteilung zum Transport der Infanterie abgestellt, die ihre Truppen über Lyon in den Rücken der französischen Alpenfront brachten. Auch die Abteilung eilte in Richtung Lyon, wo sie ca. 65 Kilometer vor Lyon in Stellung ging. Mit dem Waffenstillstand am 26. Juni 1940 kehrten die Gefechtsstaffeln nach Dijon zurück. Dort verblieb die gesamte Abteilung bis zum 23. Juli 1940 als Besatzungstruppe. Am 24. Juli 1940 erfolgte dann der Marschbefehl nach Dünkirchen mit dem Auftrag den Kanal zu überwachen. Nach acht Tagen wurde der Abteilung der Raum südlich von Saint-Quentin als Besatzungsgebiet zugewiesen.
Am 24. Februar 1941 erging der Befehl zur Verlegung der Abteilung in den Osten. Die Abteilung wurde im Eisenbahntransport nach Neu-Bentschen verlegt. Von hier aus ging der Marsch nach Schwaningen, östlich von Posen. Von dort rückte die Abteilung im Mai 1941 weiter nach Osten in den Raum von Gnesen. Anfang Juni 1941 wurde die Abteilung auf den Truppenübungsplatz Mielau verlegt. Die letzten Stellungen vor dem Überfall auf die Sowjetunion waren südöstlich von Raczki und Jaski entlang der Grenze im Suwalki-Zipfel. Mitte Juni 1941 unterstand die Abteilung dem Arko 18 bei der 9. Armee. Nach dem Durchbrechen der sowjetischen Grenzstellungen bei Augustowo am 22. Juni 1941 erfolgten weitere Einsätze bei Siderka vom 24. bis 26. Juni 1941, bei Sidra vom 26. bis 28. Juni 1941. Mit großen Sprüngen folgte die Abteilung den Panzerverbänden über Sokółka-Lida-Wilna-Smargonie-Molodeczno bis nach Minsk. Dort trat die Abteilung unter den Befehl der 12. Panzer-Division, die sie mit der Sammlung und Bewachung von Gefangenen auf freiem Feld beauftragte. Anfang Juli 1941 wurde die Abteilung dem LVII. Armeekorps unterstellt und über Lepel zur Düna vorgezogen. Dieser Fluss wurde vom 10. bis zum 12. Juli 1941 überschritten. Danach wurde die Abteilung zur Sicherung der linken Flanke der 18. Infanterie-Division (mot.) bei Suid, südöstlich von Polozk, infanteristisch eingesetzt. Später wurde die Abteilung bis zum 17. Juli 1941 wieder zur Aufklärung bei Gorodok eingesetzt. Danach wurde die Abteilung vom 18. bis zum 23. Juli 1941 zur Aufklärung weiter nördlich bei Newel eingesetzt. Danach wurde die Abteilung 80 Kilometer nordnordöstlich von Welisch vom 26. bis zum 29. Juli 1941 an der Düna eingesetzt. Dann ging es nach Welisch zurück und von dort weiter nach Osten. Bis zum 30. Juli 1941 betrug der Marschweg der Abteilung 1500 Kilometer. Mit sehr gutem Erfolg klärte die Abteilung vom 30. Juli 1941 bis zum 29. August 1941 aus dem Raum Bor in Richtung Bjeloje auf. Dabei unterstand die Abteilung bis zum 10. August 1944 der 18. Infanterie-Division (mot.) und danach der 129. Infanterie-Division. Mitte September 1941 wurde die Abteilung dem Arko 125 zugewiesen. In dieser Zeit klärte die Abteilung viele feindliche Stellungen um den sich bildenden Kessel um Wjasma auf. Durch den Beginn der Schlammzeit kam es in den nächsten Wochen zu mehreren Zwangsaufenthalten, sodass die Abteilung erst ab dem 15. November 1941 wieder in das Kampfgeschehen eingreift. Sie hatte Stellungen an der Lama nördlich von Wolokolamsk mit Schall und Licht besetzt, um den Angriff am 17. November 1941 in Richtung Moskau vorzubereiten. Trotz heftigen Widerstands und Schnee gelang es bis nach Klin, 60 Kilometer vor Moskau, vorzudringen. Hier hatte die Abteilung ihre ersten großen Verluste zu verzeichnen. Ab dem 5. Dezember 1941 wurde die Abteilung, bei Temperaturen von minus 48 Grad, durch das Eingreifen sowjetischer Verstärkungen aus Sibirien, bis nach Klin und weiter bis zur Lama, nördlich von Wolokolamsk, bei Jaropoletz zurückgeworfen.
Das Jahr 1942 begann für die Abteilung in den Stellungen zehn Kilometer nordwestlich bei Lataschino. Bis zum Ende Januar 1942 wurden durch die Abteilung Abwehrstellungen 30 Kilometer nördlich von Gshatsk bezogen. Hier konnten wieder zahlreiche feindliche Batterien mit Erfolg aufgeklärt werden. Im Frühjahr 1942 wurde die Abteilung unter Auflösung der 1. (Vermessungs-)Batterie in eine leichte Beobachtungs-Abteilung (mot.) umgegliedert. Ende Juni 1942 führte die Einheit unter dem Arko 126 des VI. Armeekorps einen schwierigen Aufklärungsauftrag westlich von Rschew auf eine Breite von 35 Kilometer durch. Rechter Nachbar der Abteilung war die Beobachtungs-Abteilung 6. Nach einer Meldung vom 7. Juli 1942 sind seit dem Beginn des Krieges gegen die Sowjetunion 8 Soldaten gefallen, 72 verwundet, 106 Soldaten mit Erfrierungen behandelt und 15 Sturmabzeichen verliehen worden. Anfang Oktober 1942 wurde der Abteilung die Schallfunkstaffel der Beobachtungs-Abteilung 6 unterstellt. Gemeinsam sollte der erwartete Angriff beiderseits von Rshew besser aufgeklärt werden. Dieser Angriff blieb jedoch aus. Ab Dezember 1942 lagen die rückwärtigen Teile der Abteilung dann bei Smolensk und wurde zur Artillerieortung eingesetzt.
Am 27. Februar 1943 begann die Frontverkürzung in die „Büffelstellung“. Während dieser Absetzbewegung bewährte sich die Abteilung in der Nachhut mit Gefechtsaufklärung so gut, dass der Ia des Korps sich häufig auf dem Gefechtsstand der Abteilung aufhielt, um so den Verlauf der Operation zu verfolgen. Nach Ankunft im Raum Smolensk wurde die Abteilung östlich von Welisch zur Artillerieaufklärung eingesetzt. Als der Ausbau der Stellungen gerade abgeschlossen war, wurde die Einheit 40 Kilometer nach Süden an die Front nordöstlich Demidow verlegt. Bereits nach 24 Stunden, trotz Einbrechen der Schlammperiode, war die Abteilung einsatzbereit. Dieser schnelle Stellungswechsel wurde von dem Kommandierenden General des VI. Armeekorps in einem Sonderlob erwähnt. Aus diesen Stellungen konnte die Abteilung bis zum August 1943 rund 135 feindliche Batterien aufklären. Durch diese hervorragende Aufklärungsergebnisse konnte die feindliche Artilleriegruppierung rechtzeitig erkannt und durch die eigene Artillerie bekämpft werden. Die im August 1943 beginnende Sommeroffensive der Roten Armee zwang die Einheit vom 15. September 1943 bis zum 10. Oktober 1943 sich planmäßig auf die „Pantherstellung“ zurückzuziehen. Doch schon im November 1943 wurde auf die 15 Kilometer westlich liegende „Bärenstellung“ ausgewichen, wobei Teile der Abteilung als Infanterie eingesetzt wurden. Der neue Brennpunkt lag südöstlich von Witebsk, wo die Abteilung Artillerie- und Gefechtsaufklärung betrieb.
Während des Winters 1943/44 musste die Einheit oft Systeme aufgeben und nach Westen ausweichen. Diese starken Kampfhandlungen brachten der Abteilung am 1. März 1944 das 4500. Ziel des Krieges gegen die Sowjetunion, was auch in der Frontzeitung der 3. Panzerarmee zu lesen war. Schwere Feindangriffe zwangen die Einheit sich immer weiter, bis kurz vor Witebsk, zurückzuziehen. Die immer kritischer werdende Lage endete am 22. Juni 1944 mit der Einschließung von Witebsk. Die überstürzenden Ereignisse riss die Abteilung auseinander. Es gelang nur einem kleinen Teil der Abteilung sich nach Westen durchzuschlagen. Im Oktober 1944 wurde die Einheit in Ostpreußen personell und materiell ergänzt. Ein Teil wurde auch zum Schanzen von grenznahen Aufnahmestellungen eingesetzt. Mitte Oktober 1944 wurde die Abteilung im Eisenbahntransport von Johannisburg zum Einsatz bei Wirballen verlegt. Dort begann am 16. Oktober 1944 eine erneute Offensive der Roten Armee, die bis in das umkämpfte Gebiet um Gołdap vordrang. Dabei ist der Kommandeur in der Bodenstelle des Ballonzuges gefallen.
Bis Mitte Januar 1945 konnte die 4. Armee dann die Stellung halten. Dann erfolgte eine erneute Offensive, die weit links und rechts die 4. Armee einzukesseln schien. Am 21. Januar 1945 erging endlich der Befehl zum Absetzen unter Leitung des Hauptmann Düll. Quer durch Ostpreußen, durch tiefen Schnee und mit Panjeschlitten, immer Richtung Westen über Lötzen, Rösseln, Bartenstein bis nach Mehlsack. Zu diesem Zeitpunkt wurde die 4. Armee durch den Vorstoß der Roten Armee auf Elbing eingekesselt. Durch einen Ausbruchsversuch der über Landsberg, Zinten entlang dem Haff bis zum Flugplatz Heiligenbeil führte war die Einheit fast ohne Verluste gekommen. Am Abend des 10. oder 11. März 1945 wurde die Abteilung in der Nähe von Rosenberg durch den letzten Kommandeur, Hauptmann Düll, aufgelöst. Auswerter und Funker wurden der Beobachtungs-Abteilung 1 zugewiesen, die anderen auf verschiedene Einheiten verteilt.
Ersatztruppenteil für die Abteilung war die Beobachtungs-Ersatz-Abteilung 31 in Braunschweig, im Wehrkreis XI.

## Kommandeure
| Person                                 | Beginn                       | Ende                        |
| -------------------------------------- | ---------------------------- | --------------------------- |
| Hauptmann Adrian Freiherr van der Hoop | 6. Okt. 1936 (Aufstellung)   | 31. Jan. 1937               |
| Hauptmann Ehdam                        | 1. Feb. 1937                 | 12. Okt. 1937 (Umbenennung) |
| Oberstleutnant Paul Hüther             | 12. Okt. 1937 Neuaufstellung | 30. Okt. 1939               |
| Oberstleutnant Hilliger                | 1. Nov. 1939                 | 20. Dez. 1942               |
| Major Rauch                            | Dez. 1942                    | 16. Apr. 1944               |
| Hauptmann Hans-Dietrich Stecher        | Apr. 1944                    | Okt. 1944 (gefallen)        |
| Hauptmann Düll                         | Okt. 1944                    | März 1945                   |

| Funktion             | Person                  |
| -------------------- | ----------------------- |
| Abteilungskommandeur | Oberstleutnant Hüther   |
| Abteilungsadjutant   | Oberleutnant Rauch      |
| Ordonnanzoffizier    | Leutnant Ganst          |
| Offizier beim Stab   | Major (E) Dr. Koeninger |
| Chef 1. Batterie     | Hauptmann Tröller       |
| Zugführer            | Leutnant Falls          |
| Zugführer            | Leutnant Altmann        |
| Zugführer            | Leutnant Bauer          |
| Chef 2. Batterie     | Hauptmann Schulze       |
| Zugführer            | Leutnant Schenk         |
| Zugführer            | Leutnant Mehlan         |
| Chef 3. Batterie     | Oberleutnant Stessani   |
| Zugführer            | Leutnant Wohlleben      |
| Zugführer            | Leutnant Mehrgardt      |

## Feldpostnummern
Feldpostnummern ab der Mobilmachung: Die 1. Batterie wurde 1942 in der Feldpostübersicht gestrichen. 1943 wurden die Einheiten in leichte Beobachtungs-Abteilung 9 umbenannt. Am 9. Juni 1944 wurde ein verstärkter Wetterzug bei der Abteilung eingetragen. Am 11. Dezember 1944 wurde dieser in Wetterpeilzug 504 umbenannt.
| Einheit                 | Feldpostnummer | Anmerkung                  |
| ----------------------- | -------------- | -------------------------- |
| Stab                    | 07405          |                            |
| 1. Vermessungs-Batterie | 07483          | gestr. 1942                |
| 2. Schallmess-Batterie  | 07975          |                            |
| 3. Lichtmess-Batterie   | 25557          |                            |
| verstärkter Wetterzug   | 26513          | von Juni bis Dezember 1944 |